# Лорд Хау
Вижте пояснителната страница за други значения на Лорд Хау.
Лорд Хау (на английски: Lord Howe Island) е неравен вулканичен остров в Тасманово море между Австралия и Нова Зеландия, на 600 km източно от Нов Южен Уелс и на 900 km югозападно от Норфолк. Дълъг е около 10 km и е широк между 2 и 0,3 km. Има площ от 14,55 km2, макар само 3,98 km2 да представляват ниските развити части на острова. По дължина на западния бряг има пясъчна полу-затворена лагуна с коралов риф. По-голямата част от населението живее в северната част, докато южната е преобладавана от залесени хълмове, издигащи се до най-високата точка на острова, Гауър (875 m). Островната група Лорд Хау е съставена от 28 острова и скали. Освен самия остров Лорд Хау, най-известен от тях е вулканичната и ненаселена пирамида на Бол, на около 23 km югоизточно от Хау. На север е разположен куп от седем малки ненаселени острова, наречени Адмиралтейска група.
Първото докладвано забелязване на острова е от 17 февруари 1788 г., когато лейтенант Хенри Бол, командир на кораба „Съплай“, на път от Ботническия залив основава затворническа колония на остров Норфолк. На връщане Бол изпраща група на Лорд Хау, за да го присъедини към Великобритания. Впоследствие става пристанище за провизии на китоловната промишленост. През юни 1834 г. на острова се образува постоянно поселение. Когато ловът на китове упада, започва износът на ендемичната палма Howea през 1880-те години, като тя остава ключов компонент на островната икономика и до днес. Туризмът започва да се развива едва след края на Втората световна война през 1945 г.
Административно, групата на Лорд Хау е част от австралийския щат Нов Южен Уелс] и поради законови съображения се разглежда като неинкорпориран район, администриран от Борда на Лорд Хау, който отговаря пред министъра на околната среда и наследството на Нов Южен Уелс. Стандартната часова зона на острова е UTC+10:30, но с лятното часове време става UTC+11. Валутата е австралийски долар. Има редовни полети до Сидни и Брисбейн.
ЮНЕСКО вписва островната група Лорд Хау като обект на световното наследство от глобално природно значение. По-голямата част от острова е заета от девствени гори, като много от растенията и животните не се срещат другаде по света. Други природни забележителности включват разнообразие от пейзажи, различни океански базалти, най-южният коралов риф в света, гнездящи морски птици и богато историческо и културно наследство. Закон от 1981 г. установява постоянна защитена местност на Лорд Хау (покриваща около 70% от острова). Водите около острова също са защитен район.

## География
Лорд Хау има формата на полумесец и е с вулканичен произход. Разположен е в Тасманово море между Австралия и Нова Зеландия, на 600 km източно от Нов Южен Уелс и на 900 km югозападно от Норфолк. Дълъг е около 10 km и е широк между 2 и 0,3 km. Има площ от 14,55 km2. По дължина на западния бряг има полу-затворена лагуна с коралов риф, което е най-достъпният от 11-те плажа на острова. Както северната, така и южната част на острова са високи и покрити с относително непокътната гора. На юг се намират два вулканични върха: Лиджбърд (777 m) и Гауър (875 m), което е и най-високата точка на острова. Двете възвишения са отделени от седловина. На север, където живее по-голямата част от населението, високи точки са Малабар (209 m) и Елиза (147 m). Между тези две точки се намира район на изчистена низина, където има самолетна писта, жилища и ферми. Самата островна група Лорд Хау е съставена от 28 острова и скали. Освен самия остров Лорд Хау, най-известен от тях е вулканичната и ненаселена пирамида на Бол, на около 23 km югоизточно от Хау. Тя представлява ерозирал вулкан с височина 551 m. На нея има колония на птици. На въпросната скала живее единствената дива популация на насекомото пръчица от остров Лорд Хау, което преди се е смятало за изчезнал вид. На север се намира Адмиралтейската острова група, куп от седем ненаселени острова.

### Геология
Лорд Хау са силно ерозиралите останки на щитовиден вулкан на възраст 7 милиона години, продукт на изригвания, които продължават около 500 000 години. Част е от верига острови, появили се на западния ръб на подводен шелф, хребета Лорд Хау, който е дълъг 3000 km и 300 km широк, разпростиращ се от Нова Зеландия до Нова Каледония и съставен от континентални скали, които са се откъснали от австралийската плоча преди около 60 – 80 милиона години, за да образуват нова кора дълбоко в Тасманско море. Шелфът е част от Зеландия, микроконтинент с размер почти колкото половин Австралия, който постепенно потъва.
Два периода на вулканична активност произвеждат повечето черти на острова. Първият датира от преди 6,9 милиона години и създава северните и централните хълмове, докато по-младите и силно ерозирали върхове Гауър и Лиджбърд са образувани преди около 6,3 милиона години чрез последователни базалтови лавови потоци, които някога са запълвали голямата вулканична калдера. Днес този базалт може да бъде видян под формата на базалтови пластове върху планинските скали (при Малабар и Гауър), като понякога в тях се срещат дайки. Геоложки пирокластични останки от вулканични изригвания могат да се забележат на остров Роуч (където се намират най-старите скали). Крайбрежните води на Лорд Хау достигат вълбочина от 2000 m. Изчислено е, че островът е ерозирал до 1/40 от първоначалния си размер.
Скалите и сушата в подножията на възвишенията са калкаренитни, коралов пясък, издухан на брега по време на плейстоцен преди 130 000 – 20 000 години и циментиран в пластове от водно прецеждане. В тези скали се намират вкаменелости на птичи кости и яйца, земни и морски охлюви и изчезнала ендемична костенурка Meiolania, която се смята за древна неплуваща костенурка с връзка с Южна Америка. Плажните пясъци са съставени от части от черупки и корали плюс базалтови зърна и минерали като диопсид и оливин Низината е съставена от алувиални почви.
Островът продължава да ерозира с бързи темпове и се очаква да бъде потопен напълно до 200 000 години.

### Климат
Лорд Хау има влажен субтропичен климат.
Като цяло летата са топли до горещи, с непостоянни валежи, понякога обилни, а зимата е мека с постоянни валежи. Ветровете са чести, като през лятото духа умерен източен вятър, а през зимата – силен западен. Юли е най-ветровитият месец на острова. Ясните дни през годината са средно 67,8 на брой. Бури и случайни циклони също засягат острова. Средната влажност е от порядъка на 60 – 70% средногодишно.
| Климатични данни за Лорд Хау                          | Климатични данни за Лорд Хау | Климатични данни за Лорд Хау | Климатични данни за Лорд Хау | Климатични данни за Лорд Хау | Климатични данни за Лорд Хау | Климатични данни за Лорд Хау | Климатични данни за Лорд Хау | Климатични данни за Лорд Хау | Климатични данни за Лорд Хау | Климатични данни за Лорд Хау | Климатични данни за Лорд Хау | Климатични данни за Лорд Хау | Климатични данни за Лорд Хау |
| Месеци                                                | яну.                         | фев.                         | март                         | апр.                         | май                          | юни                          | юли                          | авг.                         | сеп.                         | окт.                         | ное.                         | дек.                         | Годишно                      |
| Абсолютни максимални температури (°C)                 | 29,9                         | 31,3                         | 28,2                         | 27,0                         | 25,2                         | 23,9                         | 22,4                         | 23,4                         | 23,3                         | 24,9                         | 28,0                         | 28,3                         | 31,3                         |
| Средни максимални температури (°C)                    | 25,3                         | 25,7                         | 24,8                         | 23,2                         | 21,4                         | 19,8                         | 18,9                         | 18,9                         | 20,0                         | 20,8                         | 22,3                         | 24,0                         | 22,1                         |
| Средни минимални температури (°C)                     | 20,6                         | 21,0                         | 20,0                         | 18,0                         | 16,3                         | 14,8                         | 13,9                         | 13,5                         | 14,6                         | 15,7                         | 17,4                         | 19,2                         | 17,1                         |
| Абсолютни минимални температури (°C)                  | 13,1                         | 14,7                         | 13,4                         | 11,2                         | 9,1                          | 7,5                          | 6,6                          | 6,6                          | 5,9                          | 7,8                          | 9,2                          | 11,4                         | 5,9                          |
| Средни месечни валежи (mm)                            | 113,5                        | 112,6                        | 131,9                        | 134,2                        | 157,7                        | 173,1                        | 141,0                        | 107,7                        | 110,7                        | 106,1                        | 110,3                        | 102,4                        | 1499                         |
| Среден брой дъждовни дни                              | 13.1                         | 13.2                         | 15.9                         | 18.6                         | 20.8                         | 21.7                         | 23.2                         | 20.4                         | 16.5                         | 14.3                         | 13.6                         | 13.5                         | 204.8                        |
| ----------------------------------------------------- | ---------------------------- | ---------------------------- | ---------------------------- | ---------------------------- | ---------------------------- | ---------------------------- | ---------------------------- | ---------------------------- | ---------------------------- | ---------------------------- | ---------------------------- | ---------------------------- | ---------------------------- |
| Източник: Australian Government Bureau of Meteorology |                              |                              |                              |                              |                              |                              |                              |                              |                              |                              |                              |                              |                              |

## Флора и фауна

### Растения
Лорд Хау е отличителен екорегион. Част е от Австралазийската екозона и споделя много биотични черти с Австралия, Нова Гвинея и Нова Каледония. Почти половината (44%)от местните растения на острова са ендемични и много растенията на острова растат на или около върховете на възвишенията, където надморската височина е позволила развитието на различни микрохабитати от морското равнище нагоре. Едни от най-известните са Howea, ендемичен род палми. Износът на тези палми е единственият по-голям отрасъл на острова, освен туризма.
Островните растения са подобни на тези на остров Норфолк, като двата острова споделят някои ендемични видове (например Calystegia affinis). Флората на тези два острова имат по-тясна връзка с тази на Нова Зеландия и Нова Каледония, отколкото с тази на Австралия. Има малка, но ясна връзка с растенията на Вануату.
|                    |                           |                    |                        |
| (Howea belmoreana) | (Asplenium australasicum) | (Asplenium milnei) | (Lagunaria patersonia) |

### Животни
На острова няма змии или силно отровни животни или растения, но бреговата на острова понякога биват посещавани от тигрови акули.
Поне 202 различни вида птици са описани на острова. 18 от тях се размножават на острова, а много повече го използват за спирка по време на миграция. Лорд Хау е обозначен като орнитологично важно място, тъй като тук живее единствената популация на птицата Gallirallus sylvestris. Само един местен бозайник обитава острова към днешно време, прилепа Vespadelus darlingtoni. В миналото тук е живял и ендемичния прилет Nyctophilus howensis, като свидетелство за него днес има от череп. Той вероятно е изчезнал след внасянето на черни плъхове на острова. Срещат се и два вида местни наземни влечуги: Oligosoma lichenigera и Christinus guentheri. Те са срещат рядко на основния остров, но се срещат често на съседните по-малки острови.
Насекомото пръчица от остров Лорд Хау изчезва от главния остров малко след внасянето на плъховете през 1918 г. През 2001 г. е открита малка популация на дърво Melaleuca howeana на склоновете на пирамидата на Бол. Планира се видът да бъде внесен отново на основния остров. Пъстрият бръмбар Lamprima insularis е ендемит, който се среща през летните месеци. Ендемичният охлюв Placostylus bivaricosus също е бил засегнат от внасянето на плъхове. Преди видът е бил широко разпространен на острова, но днес е застрашен.
Морската среда е почти непокътната, със смес от умерени, субтропични и тропични видове. От 490 записани рибни вида, 13 са ендемични, а 60% са тропични. Над 80 вида корали се срещат в рифовете около островите. Различни видове китоподобни обитават или мигрират през водите в околността, но за тяхната биология в района се знае малко, поради липса на проучване.
Исторически, мигриращи сини китове, сейвали и финвали са изобилствали около островните води, но броят им е сериозно намален, поради комерсиален и нелегален лов. Най-ловени са южните гладки китове и кашалотите.
Два вида растения, девет наземни птици, един прилет и поне четири безгръбначни са изчезнали от острова от 1778 г. насам.

## История
Смята се, че преди откриването и заселването от европейците, Лорд Хау е бил ненаселен и неизвестен за полинезийците в Океания. Първото докладвано забелязване на острова е от 17 февруари 1788 г. от лейтенант Хенри Лиджбърд Бол, командир на кораба „Съплай“, който пътува от Ботническия залив с товар от 9 мъже и 6 жени, всичките затворници, за да основе затворническа колония на остров Норфолк. Връщайки се на 13 март 1788 г. Бол вижда пирамидата на Бол и изпраща група на брега на Лорд Хау, за да го присъедини към Великобритания. Много костенурки и птици са хванати и върнати в Сидни. Бол наименува връх Лиджбърд и пирамидата на Бол в своя чест, а главния остров наименува в чест на Ричард Хау, който е първи лорд на адмиралтейството по това време.
През следващите три години „Съплай“ се връща на острова няколко пъти в търсене на костенурки. Направени са скици на някои ендемични видове птици, като заради лов някои от тях по-късно изчезват (например Columba vitiensis godmanae и Porphyrio albus). Водите около архипелага става популярно място за лов на китове. Впоследствие ранната история на острова е оформена от китоловната промишленост, която се оказва най-доходоносният отрасъл на Австралия до 1830-те години. Така островът се превръща в пристанище за провизии на корабите. Донесени са кози и свине, които да служат за храна на бъдещи посетители.
Постоянното поселение на Лорд Хау е основано през юни 1834 г., когато британският китоловен барк „Каролин“, плаващ от Нова Зеландия и командван от капитан Джон Блинкенторп, акостира на един от плажовете. Той оставя трима мъже, които да основат продоволствена станция. Първоначално те успяват да предоставят месо чрез риболов и животновъдство. Обществото им не ползва пари – търговията се провежда на бартерна система. Тези първи заселници по-късно биват купени от двама бизнесмени през 1841 г., чиито работници се заселват на острова. Новият бизнес е рекламиран и корабите, търгуващи между Сидни и Нови Хибриди (Вануату), спират на острова.
Към 1849 г. на острова живеят 11 души. През 1850-те години е открито злато на континентална Австралия, което кара много моряци да изоставят корабите си и да търсят злато на сушата, отколкото да рискуват в открито море. В резултат на това много кораби избягват континенталната част, а Лорд Хау претърпява повишение на търговията с връх между 1855 и 1857 г. Към 1851 г. на острова живеят 16 души и се отглеждат няколко земеделски култури, сред които картофи, моркови, царевица, тиква, диня, грозде и кафе.
От 1851 до 1854 г. Хенди Денхам, капитан на кораба „Хералд“, извършва първото хидрографско проучване на острова. През 1855 г. островът официално е признат за част от Нов Южен Уелс.
От началото на 1860-те години китоловната индустрия упада с повишеното търсене на петрол и началото на Калифорнийската златна треска и Американската гражданска война, като това има неблагоприятни последствия за острова. Към 1870 г. населението на острова е 35 души, но търговията упада бързо.
През 1878 г. островът е обявен за горски резерват. Поощряват се училищата, засаждането на дървета, търговията с палми и се строят пътища. През 1883 г. е установена редовна превозна услуга до острова и броят туристи постепенно се увеличава. Превозът се осъществява и до днес. Търговията с палми започва през 1880-те години, когато палмата Howea forsteriana е изнесена за пръв път като Европа и Америка.
Първият самолет каца на острова през 1931 г. – de Havilland DH.60 Moth пилотиран от Франсис Чичестър. Когато летището на острова е открито през 1974 г., водните самолети са заменени с Bombardier Dash 8.
През 2002 г. британския разрушител „Нотингам“ се удря в риф близо до Лорд Хау и почти потъва.
Днес, един от най-големите проблеми на островитяните е ситуацията с гризачите. Те се появяват на острова след корабокрушение на острова от 1918 г. и вече са избили няколко ендемични вида птици.